# Manuel de la Paz Mosquera
Manuel de la Paz Mosquera y Quirós (Jaén, 1832-Jaén, c. 1904) fue un pintor español.

## Biografía
Nació el 24 de enero de 1832 en la ciudad andaluza de Jaén, se desempeñó como pintor miniaturista y en el campo de la heráldica, además de cultivar la fotografía y la daguerrotipia. En 1865 ejerció como profesor en la Escuela de Dibujo, que en 1882 se convirtió en la Escuela de Bellas Artes, situada en el desaparecido edificio del convento Santa María de los Ángeles. Entre sus alumnos estuvo Pedro Rodríguez de la Torre. En 1887 fue profesor de la Escuela de Artes y Oficios ocupando también el cargo de director. 
Ejerció también como agrimensor y desde 1859 fue delineante de Obras Públicas, siendo autor del mapa de la provincia de Jaén de 1872.
Falleció el 29 de noviembre de 1904 o 1906 en su ciudad natal. Manuel de la Paz Mosquera, que se casó primero con Dolores Carpio Linares, a la muerte de esta contrajo matrimonio con Carmen Segovia Rubio. Fue abuelo de María Josefa Segovia.